# Aleksander Antoni Horodyski
Aleksander Antoni Horodyski ps. „Hermes” (ur. 1922, zm. 2009) – polski żołnierz, prawnik.

## Życiorys
Pochodził ze Lwowa, gdzie ukończył gimnazjum. Po wybuchu II wojny światowej i nastaniu okupacji niemieckiej zaangażował się w działalność konspiracyjną na ziemi hrubieszowskiej. Był żołnierzem partyzantki. Brał udział w powstaniu warszawskim 1944 w szeregach batalionu Golski. Po upadku powstania trafił do Stalagu X B.
Ukończył studia prawnicze. Pracował jako specjalista od wyceny dokumentacji projektowej. Od 2002 do 2010 był wiceprezesem zarządu Spółdzielni Budowlano-Mieszkaniowej Pracowników Kultury w Warszawie.

## Odznaczenia
- Krzyż Komandorski z Gwiazdą Orderu Odrodzenia Polski (2008)[4]